# Universidade de São João
A Universidade de São João é uma Universidade privada católica localizada na cidade de Nova Iorque, nos Estados Unidos.

## Histórico
Fundada em 1870 por membros da Congregação da Missão, inicialmente essa Universidade estava localizada em Bedford–Stuyvesant no distrito do Brooklyn. No início da década de 1950 foi decidida a mudança de sua sede para o distrito do Queens. Atualmente, a St. John's University também conta com outros campi em Staten Island, em Manhattan, em Roma, na Itália e em Paris, na França; bem como um centro de graduação em Oakdale, NY.

Selo oficial com a logomarca da Universidade.